# Districte de Korçë
Korçë és un dels 36 districtes que formen Albània. La seva capital és Korçë.
Situat al sud-est del país, i amb una superfície de 2180 km², és el segon districte amb més extensió d'Albània. Té una població de 194.000 habitants (dades de 2004). Limita al nord-est amb Macedònia del Nord i al sud-est amb Grècia.